# روی هینر
روی هینر (انگلیسی: Roy Heiner؛ زادهٔ ۲۲ نوامبر ۱۹۶۰) قایقران قایق بادبانی اهل پادشاهی هلند است.